# Bachy

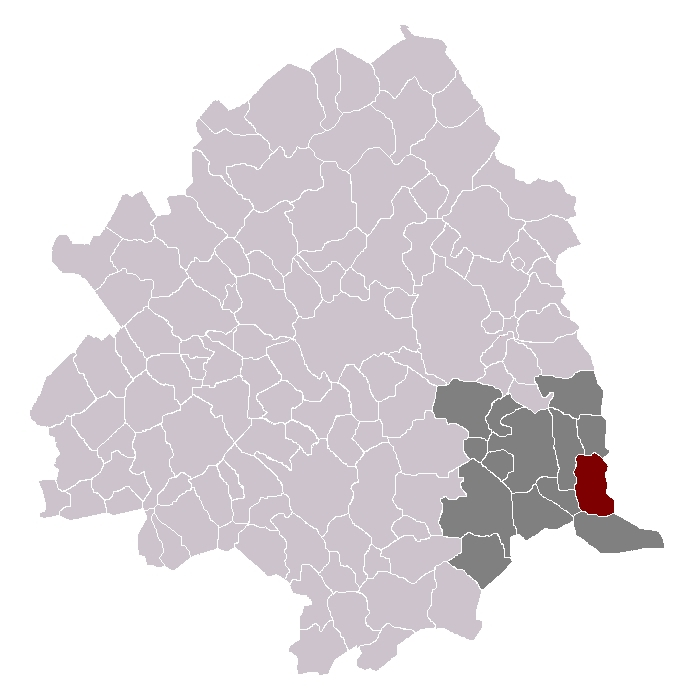
Localització de

Bachy és un municipi francès, situat a la regió dels Alts de França, al departament del Nord. L'any 2006 tenia 1.399 habitants. Limita al nord amb Wannehain, a l'est amb Rumes, al sud amb Mouchin, al sud-oest amb Cobrieux i al nord-oest amb Bourghelles

## Demografia
| 1962 | 1968 | 1975 | 1982  | 1990  | 1999  | 2006  | 2019  |
| ---- | ---- | ---- | ----- | ----- | ----- | ----- | ----- |
| 864  | 816  | 888  | 1.001 | 1.134 | 1.332 | 1.399 | 1.791 |
|      |      |      |       |       |       |       |       |

## Persones
- Monique (Henriette) Hanotte (1920-2022), una resistent belga que va ajudar uns cent-quaranta soldats i resistents a fugir cap al Regne Unit durant la Segona Guerra Mundial (1939-1945).[1] Hanrotte és ciutadana d'honor de Bachu. El 2018 s'hi va estrenar una estatua dedicada a la seva activitat heroica que va salvor moltes vides.[1]
- Fortunée Boucq, eligida el 1945 batllesa del poble i una de les primeres dones de França que van accedir a aquest càrec.[2]